# Survivor Series (2015)
Survivor Series (2015) — щорічне pay-per-view шоу «Survivor Series», що проводиться федерацією реслінгу WWE. Шоу відбулося 22 листопада 2015 року в Філіпс-арена у Атланті, Джорджія (вперше в історії штату). 29-й Survivor Series вона відзначив 25-річчя Undertaker у WWE, його дебют відбувся на Survivor Series 1990-го року.
Це було 29 шоу в історії «Survivor Series». Вісім матчів відбулися під час шоу та ще один перед показом. В кінці шоу Роман Рейнс переміг Діна Емброуза, щоб виграти вакантний титул чемпіона світу у важкій вазі WWE. Тим не менш, Шеймус закешив свій ''Money In The Bank'' контракт, переміг Романа Рейнса і виграв титул.